# De Sousa
De Sousa (ook wel De Sousa & Fils) is een champagneproducent uit Avize, deel van de Côte des Blancs. Het huis werd in 1950 opgericht door Antoine De Sousa. Na zijn zoon Erick (1963-2023), staan sinds januari 2023 de dochter Charlotte, samen met zus Julie en broer Valentin, aan het hoofd van het huis. Ze beschikken over 14 hectare wijngaarden en ze produceren 100.000 flessen per jaar.

## Geschiedenis
De geschiedenis van het huis De Sousa start in 1950 met de oprichting door Antoine De Sousa, die in 1948 getrouwd was met Zoémie Bonville, de dochter van een wijnbouwersfamilie uit het dorp Avize. Het huis is het enige champagnehuis van Portugese oorsprong.
Uit dit huwelijk werd in 1963 een zoon Erick geboren. In 1986 nam hij op 23-jarige leeftijd het familiebedrijf over. In 1995 introduceert hij het gebruik van kleine eikenhouten vaten voor de vinificatie van de druiven afkomstig van oude wijnstokken (ouder dan 50 jaar).   
In 1999 start het huis met de geleidelijke overgang naar biodynamische wijnbouw, waarbij natuurlijke methoden worden toegepast en het gebruik van chemische middelen wordt vermeden. Hij was hiermee een van de eerste wijnbouwers in de Côte des Blancs die biodynamische landbouw in de regio introduceerde, lang voordat het een trend werd.
De productie is sinds 2002 biodynamisch en ze kregen een Demeter-certificering in 2012. Deze certificatie onderstreept de aandacht voor duurzame wijnbouwmethoden. Erick De Sousa besliste om de datum van botteling en de datum van de dégorgement of ontgisting op het tegenetiket te zetten. 
Hij overleed 4 januari 2023 op 59-jarige leeftijd na een lang ziekbed. Sindsdien zetten de dochters Charlotte en Julie en de zoon Valentin, die al actief waren binnen het bedrijf, zijn werk verder. Charlotte, de oudste, beheert het commerciële deel. Julie, de jongere zus, werkt in de wijngaard. Valentin, de jongste, beheert de kelders.

## Champagnes
Het huis heeft volgend gamma:
- De Brut Tradition is een Brut Sans Année en bestaat uit 50% Chardonnay, 40% Pinot Noir en 10% Pinot Meunier.

- De Brut Rosé is een blend van Chardonnay, aangevuld met Pinot Noir.
- De Extra Brut Réserve Grand Cru Blanc de Blancs is een 100% Chardonnay van Grand Cru-wijngaarden.

- De Chemins des Terroirs Brut is samengesteld uit 50% Chardonnay, 30% Pinot Noir en 20% Pinot Meunier.

- De Cuvée des Caudalies Blanc de Blancs Grand Cru Extra Brut is een Blanc de Blancs, dus 100% Chardonnay. Hij wordt gemaakt van druiven afkomstig van meer dan 50 jaar oude wijngaarden in Avize en Oger.
- De Cuvée des Caudalies Rosé Grand Cru is samengesteld uit 90% Chardonnay uit Avize, 10% Pinot Noir uit Aÿ. Hij bevat aroma’s van de rijping in eikenhouten vaten.

- De Cuvée 3A Grand Cru bestaat uit 50% Chardonnay uit Avize, 25% Pinot Noir uit Aÿ, 25% Pinot Noir uit Ambonnay.

- De Cuvée Mycorhizeis is een Blanc de Blancs, dus 100% Chardonnay van oude wijnstokken (meer dan 80 jaar) uit de Grand Cru-wijngaard "Les Hauts Nemery" in Avize. De wijn rijpt volledig in eikenhouten vaten.

## Herkenning
- Erick De Sousa werd in 1990 Le vigneron de l'année in Gault & Millau en in 1998 werd hij door de Revue du Vin de France ook tot de beste gerekend.[2]
- Charlotte De Sousa maakte deel uit van de Top 20 du Vin in 2022, vanwege haar idee om wijntoerisme toegankelijk te maken voor doven en slechthorenden. Ze creëerde een reeks video's in gebarentaal.[7]

## Varia
Charlotte De Sousa maakt ook deel uit van Les Fa’bulleuses.